# 2010年の経済
2010年の経済（2010ねんのけいざい）では、2010年（平成22年）の経済分野に関する出来事について記述する。

## できごと

### 1月
- 1日 - 日本年金機構が発足。
- 4日 - 大発会。日経平均株価は昨年末比、108円35銭高の1万654円79銭。
- 5日
  - 日本自動車工業会が2009年の新車販売台数を292万1085台と発表、1971年以来28年ぶりの300万台割れ。
  - フィッチはアイスランドの長期外貨建て格付けを「BBB-」から投機的等級の「BB+」引き下げた。見通は「弱含み」[1][2]。
- 6日 - 藤井裕久財務相が辞任、後任は菅直人副総理が兼務。
- 8日 - ムーディーズはトルコの格付けを「Ba3」から「Ba2」に引き上げた。見通は「弱含み」から「安定的」に引き上げた[3]。
- 14日 - S&Pはジャマイカの外貨建て債務格付けを「SD」(選択的債務不履行)に引き下げた[4]。
- 19日
  - 日本航空と、傘下の子会社である日本航空インターナショナル、ジャルキャピタルの3社が東京地方裁判所に会社更生法の適用を申請。負債総額は3社合算で2兆3,221億8,100万円で戦後4番目の大型倒産、事業会社としては最大。[5]
  - 企業再生支援機構は、日本航空の破綻を受け、直ちに同社の支援を決定。支援内容の詳細は日本航空の項目を参照。[6]
  - 東京証券取引所は、日本航空を整理銘柄に指定。
  - 日本航空の西松遥代表取締役社長が取締役も含めて辞任。他の取締役も31日までに全員が辞任。[7]
- 22日 - フィッチはロシアの格付け見通しを「弱含み」から「安定的」に引き上げた[8]。
- 23日 - ファミリーマートが昨年12月に子会社としたam/pmと3月1日に合併を発表
- 25日
  - 平成21年度第2次補正予算案を衆議院本会議で可決。
  - フィッチはインドネシアの外貨建ておよび自国通貨建ての長期発行体デフォルト格付けを「BB」から「BB+」に引き上げた。見通しは「安定的」のまま[9][10]。
- 26日 - S&Pは日本の外貨建て・自国通貨建ての長期ソブリン格付け見通しを「安定的」から「弱含み」に引き下げた[11]。
- 27日 - セブン&アイ・ホールディングスは、傘下のそごう・西武が運営する百貨店「西武有楽町店」（東京都千代田区）を、12月25日で閉店することを決定。[12]
- 28日
  - 平成21年度第2次補正予算案を参議院本会議で可決し成立。
  - エイチ・ツー・オー リテイリングが、傘下の阪急阪神百貨店運営の百貨店、四条河原町阪急（京都市下京区）の閉鎖を発表。8月22日に閉店。
- 31日 - 「松坂屋岡崎店」が閉店。

### 2月
- 1日 - 1月19日に会社更生法を申請した日本航空の会長に稲盛和夫京セラ名誉会長、社長に大西賢前・日本エアコミューター社長が就任。
- 5・6日- G7財務大臣・中央銀行総裁会議（ カナダ・イカルイト）
- 8日 - キリンホールディングスとサントリーホールディングスの経営統合中止を発表。
- 2月20日 - 日本航空の株式が上場廃止。

### 3月
- 1日 - J.フロント リテイリング傘下の大手百貨店大丸と松坂屋が合併、新会社大丸松坂屋百貨店が発足。
- 14日 - 「伊勢丹吉祥寺店」が閉店、38年の歴史に幕。
- 18日 - S&Pはインドのソブリン格付け見通しを「弱含み」から「安定的」に引き上げた[13]。
- 24日
  - ASEAN+3はチェンマイ・イニシアティブのマルチ化契約が発効したと発表[14][15]。
  - フィッチはポルトガルの格付けを「AA」から「AA-」に引き下げた。見通しは「弱含み」[16][17]。
- 25日 - エイチ・ツー・オー リテイリングが、髙島屋との経営統合中止を発表。
- 29日 - ルーマニアの中央銀行は政策金利を0.5%引き下げ、過去最低の6.5%にした[18]。
- 31日 - ムーディーズはリトアニア、ラトビア、エストニアの格付け見通しを「弱含み」から「安定的」に引き上げた[19]。

### 4月
- 5日 - 日経平均株価は、高値と終値は、リーマン・ショック前日以来、高値を更新した。
- 6日
  - オーストラリアの中央銀行は政策金利を0.25%引き上げ、4.25%にすると決定し、7日から適用する[20]。
  - ムーディーズはアイスランドの格付け見通しを「安定的」から「弱含み」に引き下げた[21]。
- 9日 - フィッチはギリシャの格付けを「BBB+」から「BBB-」に引き下げた。見通しは「弱含み」[22][23]。
- 14日 - ムーディーズは韓国国債の格付けを「A2」から「A1」に引き上げた[24]。
- 19日 - フィッチはタイの自国通貨格付の格付け見通し「安定的」から「弱含み」に変更し、同格付を「A-」に据え置いた[25]。
- 20日 - インドの中央銀行は政策金利を0.25%引き上げ、リバースレポ金利を3.75%に、レポ金利を5.25%にそれぞれ引き上げた[26]。
- 21日 - 外国語会話学校大手のジオスが東京地方裁判所に破産手続開始を申請。
- 22日 - ムーディーズはギリシャのソブリン格付けを「A2」から「A3」に引き下げた[27]。
- 22・23日 - G20財務大臣・中央銀行総裁会議( アメリカ合衆国・ワシントンD.C.）
- 23日 - ユニクロ新宿髙島屋店開店。ユニクロの百貨店出店の店舗では最大規模。
- 24日 - 旅行代理店大手のJTBと日本旅行が、 タイの情勢悪化による同国の危機情報レベル引き上げに伴い、バンコク行きのツアーを中止すると発表。[28]
- 26日 - ハンガリーの中央銀行は政策金利を0.25%引き下げ、過去最低の5.25%にした[29]。
- 27日 - S&Pはギリシャ国債の長期信用格付けを投機的水準の「BB+」に3段階引き下げた。ポルトガルの格付けも「A+」から「A-」に2段階引き下げた[30]。
- 28日
  - 西武グループのプリンスホテルが、グランドプリンスホテル赤坂（東京都千代田区紀尾井町）を2011年3月末で閉館することを発表[31]。
  - 兵庫県の民間放送ラジオ局、Kiss-FM KOBEが神戸地方裁判所に民事再生法適用を申請、経営破綻。負債総額は約6億7千万円。粉飾決算が理由[32]。
  - ブラジルの中央銀行は政策金利を0.75%引き上げ、9.5%にした[33]。
- 29日
  - 東京・銀座の松坂屋銀座店に、米国のカジュアル衣料品店フォーエバー21日本2号店が開店[34]。
  - ロシアの中央銀行は政策金利を0.25%引き下げ、8%にした[35]。
- 30日
  - セイコーホールディングスの村野晃一会長兼社長が解任され、新社長に創業家出身の服部真二副社長が就任。
  - 東京工業品取引所の金先物終値が27年2か月ぶりの高値3555円となる[36]。

### 5月
- 2日（現地時間） - EUとIMFが経済危機に陥っているギリシャに対し3年間で最大1100億ユーロの融資を融資をする事で合意。
- 3日（現地時間） - ユナイテッド航空とコンチネンタル航空が合併合意を発表。
- 4日 - オーストラリアの中央銀行は政策金利を0.25%引き上げ、4.5%とすることを決定[37]。
- 5日 - ノルウェーの中央銀行は政策金利を0.25%引き上げ、2%にした[38]。
- 6日 - チェコの中央銀行は政策金利を0.25%引き下げ、0.75%にした[39]。
- 13日
  - マレーシアの中央銀行は政策金利を0.25%引き上げ、2.5%にした[40]。
  - ニューヨーク・マーカンタイル取引所で金先物終値が1243.10ドルとなり、終値として2日連続で史上最高値を更新した[41]。一時は1249.20ドルまで上昇し、前日の史上最高値を更新した。
- 20日
  - 円相場が一時、8年半ぶりのユーロ安の109.47円となった[42]。
  - 日経平均株価が一時、取引時間中としては2月10日以来3か月ぶりに一時1万円割れとなった。
- 21日 - 日経平均株価の終値が9784円54銭となり今年最安値を記録。
- 24日 - 経営再建中のアパレルメーカー、レナウンが 中国山東省に本社をもつ繊維大手、山東如意科技集団（zh）と資本・業務提携で合意したと発表。
- 27日 -日本経済団体連合会の御手洗富士夫会長が退任し後任に米倉弘昌・住友化学会長が就任。
- 28日
  - 経営再建中の日本航空が、同社子会社でホテル運営部門のJALホテルズを大手ホテルチェーンホテルオークラに売却する方針を固めた。JALはホテル事業から撤退[43]。
  - フィッチはスペインの格付けを「AAA」から「AA+」に引き下げた。見通しは「安定的」[44]。

### 6月
- 1日 - カナダの中央銀行は政策金利を0.25%引き上げ、0.5%にした[45]。
- 2日～8日 - 鳩山由紀夫首相が辞任、菅直人が第94代首相に就任。
  - 2日 - 鳩山首相が民主党衆参両院議員総会で小沢一郎幹事長（当時）とともに辞意表明。
  - 4日 - 民主党代表選挙で菅直人が当選、第94代首相に。同日、鳩山内閣が総辞職。
  - 8日 - 菅内閣が発足。財務相に野田佳彦（民主党）、経済財政政策担当相に荒井聰（同）が就任。なお、直嶋正行経済産業相と亀井静香郵政改革・金融担当相は留任（ただし亀井は11日付で辞任）。
  - 11日 - 亀井郵政改革金融担当相が辞任、後任に自見庄三郎（国民新党）。
- 5日～6日 - APEC貿易担当大臣会合（札幌市）。
- 8日 - ニューヨーク・マーカンタイル取引所で金先物終値が1245.60ドルとなり、終値としての史上最高値を記録した。一時は1254.50ドルまで上昇し史上最高値を更新した[46]。
- 9日 - ブラジルの中央銀行は政策金利を0.75%引き下げ、10.25%にした[47]。
- 10日
  - ニュージーランドの中央銀行は政策金利を0.25%引き下げ、2.75%にした[48]。
  - S&Pはエストニアの外貨および自国通貨建て長期ソブリン債の格付けを「A-」から「A」に引き上げた。見通しは「安定的」[49]。
- 11日
  - 警視庁が日本振興銀行を銀行法違反容疑で家宅捜索。
  - S&Pは台湾の長期ソブリン信用格付け見通しを「弱含み」から「安定的」に引き上げた[50]。
- 12日 - 警視庁が木村剛日本振興銀行前・会長を任意聴取。
- 14日 - ムーディーズはギリシャの国債の格付けを「A3」から「Ba1」の投機的等級に引き下げた[51]。
- 16日 - 昨年民事再生法を申請し経営破綻したSFCG（旧・商工ファンド）の大島健伸元会長ら4人を破綻直前に債権を親族の会社に不正譲渡したとして警視庁が民事再生法違反（詐欺再生）の容疑で逮捕。
- 18日
  - 改正貸金業法完全施行。
  - ニューヨーク・マーカンタイル取引所で金先物終値が1258.30ドルとなり、終値としての史上最高値を記録した。一時は1263.70ドルまで上昇し史上最高値を更新した[52]。
- 21日
  - ムーディーズはインドネシアの自国通貨建ておよび外貨建てソブリン格付け見通しを「安定的」から「強含み」に変更した。格付けは「Ba2」のまま[53]。
  - ニューヨーク・マーカンタイル取引所で金先物が一時は1266.50ドルまで上昇し史上最高値を更新した[54]。
- 24日 - 台湾の中央銀行は政策金利を0.125%引き上げ、1.375%にすると発表した[55]。
- 28日 - フィッチはブラジルの格付け見通しを「安定的」から「強含み」に引き上げた[56]。
- 29日 - 円相場が一時、8年半ぶりのユーロ安の107.33円となった[57]。

### 7月
- 1日 - スウェーデンの中央銀行は政策金利を0.25%引き上げ0.5%にした[58]。
- 2日 - インドの中央銀行は政策金利を0.25%引き上げ、レポ金利を5.5%に、リバースレポ金利を4%にそれぞれ引き上げた[59]。
- 9日 - 韓国の中央銀行は政策金利を0.25%引き上げ2.25%にした[60]。
- 12日 - フィッチはアルゼンチンの外貨建て長期発行体デフォルト格付けを「RD(一部債務不履行)」から「B」に引き上げた。見通しは「安定的」[61]。
- 14日 -
  - 日本振興銀行の木村剛前・会長、西野達也社長ら5人を銀行法違反（検査隠避）容疑で警視庁が逮捕。
  - 日本振興銀行が逮捕された西野達也社長を解任し、後任に江上剛社外取締役が就任。
  - タイの中央銀行は政策金利を0.25%引き上げ1.5%にした[62]。
- 13日 - ムーディーズはポルトガルの格付けを「Aa2」から「A1」に2段階引き下げた。見通しは「安定的」[63]。
- 19日
  - ムーディーズはアイルランドの国債の格付けを「Aa1」から「Aa2」に引き下げた。見通しは「弱含み」から「安定的」に引き上げた[64]。
  - フィッチはエストニアの格付けを「BBB+」から「A」に引き上げた。見通しは「安定的」[65]。
- 20日 - カナダの中央銀行は政策金利を0.25%引き上げ0.75%にした[66]。
- 23日
  - S&Pはハンガリーの格付け見通しを「安定的」から「弱含み」に引き下げた[67]。
  - 欧州の銀行ストレステストの結果が発表され、不合格はドイツのヒポ・レアル・エステート、ギリシャ農業銀行とスペインの中小銀行5行の7行[68]。
- 26日 - イスラエルの中央銀行は政策金利を0.25%引き上げ1.75%にすると発表[69]。
- 27日
  - インドの中央銀行はレポレートを0.25%引き上げ5.75%にした。リバースレポレートは0.5%引き上げ4.5%にした[70]。
  - フィッチはウルグアイの格付けを「BB-」から「BB」に引き上げた。見通しは「強含み」[71]。
- 28日 - 日清食品ホールディングスが、1992年に発売された生タイプのカップ麺「ラ王」シリーズを8月で生産終了することを発表[72]。
- 29日 - ニュージーランドの中央銀行は政策金利を0.25%引き上げ3%にした[73]。
- 31日 - 京都市中京区のショッピングビル、河原町ビブレが閉店。

### 8月
- 4日 - 東京債券市場で長期金利が一時0.995%となり、7年ぶりに1%を割り込んだ[74]。
- 5日 - ムーディーズはクウェートのソブリン格付け見通しを「弱含み」から「安定的」に引き上げた[75]。
- 6日 - 22日に閉店する四条河原町阪急（京都市下京区）の後継テナントとして、丸井が出店することがわかった。関西地区には既に大阪、神戸に出店しており、京都には初進出となる[76]。
- 11日 - 外国為替市場でドル/円が15年ぶりのドル安の84円72銭になった[77]。
- 16日 - 日本の内閣府の速報値の発表により、中国が日本を抜いて実質GDP世界2位になったことが明らかとなった[78]。
- 18日 - アイスランドの中央銀行は政策金利を1%引き上げ7%にすることを決めた[79]。
- 19日 - インドネシアの総合株価指数が3105.35の過去最高値で引けた[80]。
- 22日
  - 約20年にわたり東京・渋谷の音楽拠点として親しまれた大型CDショップ、HMV渋谷店が閉店。HMVはすでに6月に銀座インズ店が、7月に河原町ビブレ店（同館閉店に伴う）など3店が閉店した。8月には渋谷を含め4店舗が閉店した[81]。
  - 京都市の百貨店「四条河原町阪急」が閉店、34年の歴史に幕。
- 23日
  - 日清食品ホールディングスが、2日に生産終了した「ラ王」を、新製法による次世代麺で復活させることを発表。9月より新商品として発売される[82]。
  - S&Pはパラグアイの信用格付けを「B」から「B+」に引き上げた[83]。
- 24日
  - 外国為替市場でドル/円が15年ぶりのドル安の83円58銭になった。ユーロ/円は9年ぶりのユーロ安の105円44銭になった[84]。
  - S&Pはアイルランドの長期ソブリン格付けを「AA」から「AA-」に引き下げた[85]。
- 25日
  - 東証株価指数TOPIXの終値は2009年5月7日以来安値を更新した。日経平均株価の終値が年初来安値更新したが、安値は、7月6日でした。
  - タイの中央銀行は政策金利を0.25%引き上げ1.75%とした[86]。
- 27日 - イオンが「ジャスコ」や「サティ」などの総合スーパーを運営する子会社3社を来春合併し、店名を「イオン」で統一する方針を明らかにした。消費低迷による総合スーパーの売り上げ不振で、統合により収益改善を目指す[87]。
- 29日 - 「松坂屋名古屋駅店」が閉店。
- 30日 - 日本銀行が金融政策決定会合を開き、追加の量的緩和を決定した。
- 31日 - 日本自動車工業会の発表で、国内自動車生産台数が9ヵ月連続で前年の実績を上回ったことが明らかとなった[88]。

### 9月
- 2日 - スウェーデンの中央銀行は政策金利を0.25%引き上げ0.75%とした[89]。
- 3日 - 人気テレビアニメ『タッチ』『まんが日本昔ばなし』等の作品を手がけたアニメ制作会社のグループ・タックが、9月1日付で東京地裁から破産手続き開始決定を受けていたことが明らかになった[90]。
- 7日 - ニューヨーク・マーカンタイル取引所で金先物終値が1259.30ドルとなり、終値としての史上最高値を記録した[91]。
- 8日
  - 経済産業省が9月30日が期限だったエコカー補助金制度を予算枠に達した為9月7日申請分で終了したと発表。
  - カナダの中央銀行は政策金利を0.25%引き上げ1%とした[92]。
  - フィッチはロシアのソブリン格付け見通しを「安定的」から「強含み」に引き上げた[93]。
- 9日
  - 南アフリカの中央銀行は政策金利を0.5%引き上げ6%とした[94]。
  - ムーディーズはコロンビアの外貨建て国際格付け見通しを「安定的」から「強含み」に引き上げた[95]。
- 9日 -日本振興銀行が 金融庁に預金保険法74条に基づき経営破綻を申請。2005年にペイオフ が2005年に全面解禁後初の破綻、また東京地方裁判所に対し民事再生法の適用を申請。
- 11日 -「三越銀座店」が増床・改装オープン。
- 12日 - 国際決済銀行のバーゼル銀行監督委員会は銀行の資本基準強化(バーゼルIII)で合意した[96]。
- 13日 - S&Pはアルゼンチンの信用格付けを「B-」から「B」に引き上げた[97]。
- 15日 - 朝方に外国為替市場でドル/円が15年ぶりのドル安の82円88銭になり、その後85円台まで急落した。野田佳彦財務大臣が午前の記者会見で、日本単独で円売り／ドル買い介入を実施したと発表した。為替介入は6年半ぶり[98]。
- 16日 - インドの中央銀行はレポレートを0.25%引き上げ6%とし、リバースレポレートを0.5%引き上げ5%とした[99]。
- 16日〜19日 - 「東京ゲームショウ2010」が開催（千葉・幕張メッセ）。
- 17日
  - 菅改造内閣が発足。経済産業相に大畠章宏（民主党）、経済財政政策担当相に海江田万里（同）がそれぞれ就任。また、野田佳彦財務相、自見庄三郎金融担当相は留任。
  - ニューヨーク・マーカンタイル取引所で金先物終値が1277.50ドルとなり、終値としての史上最高値を記録した。早朝の時間外取引で一時1284.40ドルの史上最高値となった[100]。
- 22日
  - アイスランドの中央銀行は政策金利を0.75%引き上げ6.25%とした[101]。
  - 米ビデオレンタルチェーンのブロックバスターが、連邦倒産法第11章の適用を申請。
- 24日
  - ニューヨーク・マーカンタイル取引所で金先物終値が1298.10ドルとなり、終値としての史上最高値を記録した。取引時間中に一時1301.60ドルの史上最高値となった[102]。
  - ニューヨーク・マーカンタイル取引所で銀先物が一時は30年ぶりの高値となる21.48ドルとなった[103]。
- 24日〜26日 - 「JATA世界旅行博2010」が開催（千葉・幕張メッセ）。 中国は尖閣諸島漁船衝突事件の余波により、急遽参加を取り止めた。
- 27日 - イスラエルの中央銀行は主要貸出金利を0.25%引き上げ2%とした[104]。
- 28日〜10月1日 - 経営再建中の日本航空が、サンパウロ線など成田発着の国際線8路線を廃止。
- 28日
  - 消費者金融大手の武富士が東京地方裁判所に会社更生法の適用を申請。負債総額は6月末時点で4336億円。清川昭社長、武井健晃副社長はそれぞれ辞任し、後任の社長に取締役の吉田純一[105]。また、同社は10月29日付で東証1部上場廃止へ。
  - トヨタ自動車が、2011年秋に軽自動車市場に参入することを発表[106]。
- 29日 - 任天堂が次世代携帯ゲーム機「ニンテンドー3DS」を2011年2月に発売することを発表[107]。
- 30日
  - 台湾の中央銀行は主要政策金利を0.125%引き上げ1.5%とした[108]。
  - ムーディーズはスペインの信用格付けを「Aaa」から1段階引き下げ「Aa1」にすると発表した。見通しは「安定的」[109]。

### 10月
- 1日
  - たばこ税増税に伴い、この日午前0時よりタバコの価格が大幅に値上げされた。
  - 放送持株会社の東京放送ホールディングスが、保有するプロ野球球団・横浜ベイスターズの売却を検討していることがわかった。売却先の有力候補として、トステムやINAXなどを傘下に持つ住宅設備最大手の住生活グループの名が挙がっている[110]。
  - パルコが、心斎橋店（大阪市中央区）を、ビルの老朽化に伴う建て替えのため2011年9月で閉店すると発表。業態変更し新たな商業施設として2013年6月に開業する予定[111]。
  - MS&ADインシュアランスグループホールディングス傘下のあいおい損害保険とニッセイ同和損害保険2社が合併しあいおいニッセイ同和損害保険が発足。
  - テレビ東京、テレビ東京ブロードバンド、BSジャパンの3社が共同株式移転により、放送持株会社テレビ東京ホールディングスを設立。
  - ニューヨーク・マーカンタイル取引所で金先物終値が1317.80ドルとなり、終値としての史上最高値を記録した。取引時間中に一時1322.00ドルの史上最高値となった[112]。
- 5日
  - 日本銀行金融政策決定会合で無担保コール翌日物の金利を0～0.1％に引き下げ2006年7月以来の4年3か月ぶりにゼロ金利政策金融緩和措置を決定。
- 6日
  - フィッチはアイルランドのソブリン格付けを「AA-」から「A+」に引き下げた[113]。
  - ニューヨーク・マーカンタイル取引所で金先物終値が1347.70ドルとなり、終値としての史上最高値を記録した[114]。
- 8日 - 外国為替市場でドル/円が15年ぶりのドル安の81円72銭になった[115]。
- 11日 - ムーディーズはウクライナのソブリン格付け見通しを「安定的」に引き上げた[116]。
- 13日
  - 外国為替市場でドル/スイスフランが過去最安値のドル安の0.9544スイスフランになった[117]。
  - ニューヨーク・マーカンタイル取引所で金先物終値が1370.50ドルとなり、終値としての史上最高値を記録した[118]。
- 15日
  - 外国為替市場で豪ドル/米ドルが27年ぶりの豪ドル高の1.0004米ドルになった[119]。
  - 外国為替市場でドル/円が15年ぶりのドル安の80円88銭になった[120]。
- 19日 - 中国の中央銀行は1年物貸出基準金利を0.25%引き上げ5.56%とした[121]。
- 22日
  - ソニーは、携帯音楽プレイヤー「カセットウォークマン」の日本国内向け生産を2010年4月末で終了したことを発表した[122]。
  - 家電量販店大手のヨドバシカメラが、JR名古屋駅に建設中の新ビルの核テナントとして東海地方に初進出することが明らかになった[123]。
- 20日 - 外国為替市場でドル/円が15年半ぶりのドル安の80円84銭になった[124]。
- 26日
  - S&Pはイギリスの格付け見通しを「弱含み」から「安定的」に引き上げた[125]。
  - スウェーデンの中央銀行は政策金利を0.25%引き上げ1%とした[126]。
- 27日 - 放送持株会社の東京放送ホールディングスが、保有するプロ野球球団・横浜ベイスターズの売却交渉を住生活グループと進めていた問題で両社が売却交渉打ち切りを発表。
- 28日
  - ローソンが音楽・映像ソフト販売チェーンのHMVジャパンを12月1日に買収すると発表[127]。
  - ムーディーズはタイの外貨・自国通貨建て債務格付け見通しを「弱含み」から「安定的」に引き上げた[128]。
- 29日
  - JR東日本グループの駅ビル運営会社、ルミネが、12月25日に閉店する西武有楽町店の後継テナントとして入居することで、「有楽町マリオン」を管理運営する朝日新聞社、松竹と基本合意したと発表。2011年秋の開業を目指す[129]。
  - 外国為替市場でドル/円が15年半ぶりのドル安の80円37銭になった[130]。

### 11月
- 1日 - 外国為替市場でドル/円が15年半ぶりのドル安の80円21銭になった[131]。
- 2日
  - インドの中央銀行はレポレートを0.25%引き上げ6.25%とし、リバースレポレートを0.25%引き上げ5.25%とした[132]。
  - 日本の株価は、日経平均株価とTOPIXとマザーズ指数以外は、全て年初来安値更新した。東証2部指数は、終値が年初来安値更新したが、安値は、10月29日でした。
- 5日
  - ベトナムの中央銀行は基準金利を1%引き上げ9%とした[133]。
  - 外国為替市場で豪ドル/米ドルが28年ぶりの豪ドル高の1.0175米ドルになった[134]。
  - ニューヨーク・マーカンタイル取引所で金先物終値が1397.70ドルとなり、終値としての史上最高値を記録した。取引時間中に一時1398.70ドルの史上最高値となった[135]。
- 8日 - ニューヨーク・マーカンタイル取引所で金先物が一時1409.40ドルとなり史上最高値となった[136]。
- 9日 - 大公国際資信評価有限公司(中国語:大公国际)はアメリカの自国通貨建て及び外貨建て長期信用格付けを「AA」から「A+」に2段階引き下げた[137]。
- 10日 - 中国の中央銀行は預金準備率を0.5%引き上げた[138]。
- 11日
  - 東京工業品取引所の金先物が一時27年9か月ぶりの高値3755円となる[139]。
  - ムーディーズは中国の国債格付けを「A1」から「Aa3」に引き上げた[140]。
- 12日 - 日本の株価は、終値は、11月11日より3%～6%下落している。
- 13日〜14日 - 第22回アジア太平洋経済協力首脳会議（APEC）が 日本横浜市で開かれる。
- 15日
  - Hondaが「シビック」の日本国内販売を現行車種で打ち切る方針を発表。最近は「フィット」に押され低迷していた。[141]。
  - 大手菓子メーカー、江崎グリコの子会社、北海道グリコの工場（恵庭市）を2012年5月で閉鎖すると発表。企業再編の一環によるもの[142]。
- 16日
  - IMFは特別引出権の配分を変更した。ドルと円の比率を下げ、ユーロの比率を上げた[143]。
  - S&Pはキプロスのソブリン格付け1段階引き下げ「A」とした。見通しは「弱含み」[144]。
  - 韓国の中央銀行は政策金利を0.25%引き上げ2.5%とした[145]。
- 19日 - 東証2部指数とｼﾞｬｽﾀﾞｯｸ指数などは、11月12日の下落分を回復した。
- 21日 -  アイルランドは欧州連合と国際通貨基金に支援を要請した[146]。
- 22日 - S&Pはニュージーランドの外貨建てソブリン信用格付け見通しを「安定的」から「弱含み」に変更した[147]。
- 23日 - S&Pはアイルランドの長期ソブリン格付けを「AA-」から「A」に引き下げた。短期格付けは「A-1+」から「A-1」に引き下げた[148]。
- 25日
  - SMBCコンサルティングが2010年の「ヒット商品番付」を発表。スマートフォンや食べるラー油などが上位に。東西ともに横綱は不在となった[149]。
  - クレジット方式の小売店業大手、丸井と、ネットショッピング最大手の楽天が業務提携を発表[150]。
- 26日 - 格付投資情報センターはアイルランドの外貨建発行体格付け、および自国通貨建発行体格付けをそれぞれ「AA」から「A+」に引き下げた[151]。
- 27日 - パリで開催のICCAT年次総会で、大西洋・地中海産クロマグロの漁獲枠を2011年は12900t（2010年比-3500t、4.4%減）とすることを決定[152]。
- 28日 - EUとIMFは、 アイルランドに対し緊急支援で実施することを決定。支援策は総額850億ユーロ（日本円約9兆4000億円）[153]。
- 29日 -  ハンガリーの中央銀行は政策金利を0.25%引き上げ5.5%とした[154]。

### 12月
- 1日
  - 家電エコポイント制度で、家電製品購入時に付与されるエコポイントが、この日から半減。
  - ローソンが、音楽・映像ソフト販売チェーンのHMVジャパンの全株式を取得し買収。また8日にはオリコンと業務・資本提携を締結した[155]。
- 6日
  - ムーディーズは ハンガリーのソブリン債格付けを「Baa1」から「Baa3」に2段階引き下げた[156]。
  - ニューヨーク・マーカンタイル取引所で金先物が一時1409.40ドルとなり史上最高値となった[157]。
- 7日
  - 東京工業品取引所の金先物が一時27年10か月ぶりの高値3789円となった[157]。
  - ニューヨーク・マーカンタイル取引所でWTI先物が一時2年2か月ぶりの高値90.76ドルとなった[158]。
- 8日 -  アイスランドの中央銀行は政策金利を1%引き下げ4.5%とした[159]。
- 9日
  - JVC・ケンウッド・ホールディングスが2011年1月に100億円規模の増資を行う方向で調整していることがわかった。増資に伴い、パナソニックグループから離脱へ[160]。
  - フィッチは アイルランドの信用格付けを「A+」から「BBB+」に3段階引き下げた。見通しは「安定的」[161]。
- 10日
  - シャープとソニーの2社が情報端末を同時発売。シャープからは「GALAPAGOS」、ソニーからは「READER」をそれぞれ発売。また同時に電子書籍の配信も開始。
  -  アメリカ合衆国の自動車大手、ゼネラルモーターズの最高経営責任者（CEO）、ダン・アカーソンがこの日、電気自動車「シボレー・ボルト (ハイブリッドカー) 」の発売を直前に控え、競合社のトヨタ自動車のハイブリッドカー、プリウスに対し「オタクの車だ。私だったら絶対に乗らない」と酷評。AP通信が報じた[162]。
  - 家電量販店大手のヤマダ電機が、日本国外1号店を 中国遼寧省瀋陽市に開店[163]。
  -  中華人民共和国の中央銀行は預金準備率を0.5%引き上げた[164]。
  - ナスダック総合指数が3年ぶりの高値2637.54になった[165]。
- 14日 - S&Pは ベルギーの格付け見通しを「安定的」から「弱含み」に引き下げた[166]。
- 15日
  - 外国為替市場でユーロ/スイスフランが過去最安値のユーロ安の1.2759スイス・フランになった[167]。
  -  ロシアのMICEX証券取引所はドル依存を減らすためルーブルと人民元との取引を開始した[168]。
- 16日 -  トルコの中央銀行は政策金利を0.5%引き下げ、6.5%とした[169]。
- 17日
  - 欧州中央銀行はイングランド銀行と100億ポンドの通貨スワップ協定を締結したと発表した[170]。
  - ムーディーズは アイルランドの格付けを「Aa2」から「Baa1」に5段階引き下げた[171]。
- 20日
  -  ハンガリーの中央銀行は政策金利を0.25%引き上げ5.75%とした[172]。
  - ムーディーズは アイルランド政府により国有化されたアングロ・アイリッシュ銀行の優先債の格付けを「Baa3」から「Ba3」(投機的格付)に3段階引き下げた[173]
- 22日
  - 外国為替市場でユーロ/豪ドルが過去最安値のユーロ安の1.3098豪ドルになった[174]。
  - 外国為替市場でポンド/豪ドルが25年ぶり安値のポンド安の1.5526豪ドルになった[174]。
  - 外国為替市場でユーロ/スイスフランが過去最安値のユーロ安の1.2469スイスフランになった[175]。
- 23日
  - ニューヨーク・マーカンタイル取引所でWTI先物が一時2年2か月ぶりの高値91.63ドルとなった[176]。
  - フィッチは ハンガリーの長期外貨建て格付けを「BBB」から「BBB-」に引き下げた。見通しは「弱含み」[177]。
  - フィッチは ポルトガルの長期外貨・自国通貨建て発行体デフォルト格付けを「AA-」から「A+」に引き下げた。見通しは「弱含み」[178]。
- 25日
  - 2011年度予算案閣議決定。
  - そごう・西武運営の百貨店「西武有楽町店」がこの日をもって閉店、26年の歴史に幕。
  -  中華人民共和国の中央銀行は政策金利を0.25%引き上げ5.81%とした[179]。
- 30日
  - 大納会。日経平均株価終値は前日比、115円62銭安1万0228円92銭。前年末比で317円52銭安で、下落率3.0%で2年ぶり下落[180]
  -  中華民国（台湾）の中央銀行は政策金利を0.125%引き上げ1.625%とした[181]。
  - 外国為替市場でユーロ/スイスフランが過去最安値のユーロ安の1.2402スイスフランになった[182]。
  - 外国為替市場でドル/スイスフランが過去最安値のドル安の0.9374スイスフランになった[182]。
  - 外国為替市場でポンド/スイスフランが過去最安値のポンド安の1.4488スイスフランになった[182]。
  - 外国為替市場で豪ドル/米ドルが28年ぶりの豪ドル高の1.0198米ドルになった[183]。
  - 銅相場が1トン=9550ドル(ロンドン金属取引所)、1ポンド=4.3790ドル(ニューヨーク・マーカンタイル取引所)の過去最高値になった[184]。
- 31日
  - 経営再建中の日本航空が、パイロット、客室乗務員など170人を対象に整理解雇を実施。
  - ニューヨーク・マーカンタイル取引所でWTI先物が一時2年3か月ぶりの高値92.06ドルとなった[185]。

## 死去
- 1月6日 - 武藤信一（三越伊勢丹ホールディングス会長、元伊勢丹社長 *1945年）
- 1月9日 - 岸川隆憲（サークルK（現・サークルKサンクス）元社長 *1931年）
- 1月10日 - 田中順一郎（三井不動産元社長 *1929年）
- 1月11日 - 鈴木せき子（あつた蓬莱軒四代目女将 *1922年）
- 1月13日 - 武田五郎（プロ野球・大洋ホエールズ（現・横浜DeNAベイスターズ）元球団社長 *1922年）
- 1月17日 - 小紫芳夫（横浜倉庫会長 *1927年）
- 1月26日 - 山口比呂志（文化通信社名誉会長、ジャーナリスト *1928年）
- 1月28日 - 山元峯生（全日空副会長（元社長）*1945年）
- 1月30日 - 井倉和也（滋賀銀行元頭取 *1921年）
- 2月1日 - 佐伯旭（シャープ2代目社長 *1917年）
- 2月7日 - 井坂栄（前イトーヨーカ堂社長 *1942年）
- 2月14日 - 小口雄三（三協精機（現・ニデックインスツルメンツ）元社長 *1940年）
- 2月20日 - 熊谷清（川崎汽船元社長 *1918年）
- 2月24日 - 中村昇（京セラ元会長 *1944年）
- 3月11日 - 村松巌（七十七銀行元頭取・会長、仙台商工会議所元会頭 *1926年）
- 3月17日 - 安藤仁子（安藤宏基・日清食品ホールディングスCEOの母、日清食品創業者安藤百福夫人 *1917年）
- 3月19日 - 子島操（元ときわ相互銀行（現東日本銀行）常務 *1924年）
- 4月8日 - 吉川英司（ニッポン放送元常務、フジテレビジョン（現フジ・メディア・ホールディングス）元専務、テレビ新広島元会長 *1929年）
- 4月22日 - 中野友雄（元北海道電力会長 *1916年）
- 5月1日 - 小林公平（元阪急電鉄（現阪急阪神ホールディングス）社長 *1928年）
- 5月4日 - 茅野亮（すかいらーくグループ創業者 *1934年）
- 5月10日 - 久保田照雄（北陸銀行元頭取 *1926年）
- 5月17日 - 野中洋一（丸善石油化学社長 *1943年）
- 5月20日 - 村山達雄（元蔵相（元自民党衆議院議員）*1915年）
- 5月20日 - 黒田善弘（元住友製薬（現・大日本住友製薬）社長 *1924年）
- 5月22日 - 中川順（元テレビ東京元会長 *1919年）
- 5月22日 - 石橋博良（ウェザーニューズ創業者・会長 *1947年）
- 5月27日 - 門田圭三（元南海放送社長 *1913年）
- 7月4日 - 川勝堅二（元三和銀行（現・三菱東京UFJ銀行）頭取 *1924年）
- 7月11日 - 井上四郎（元アジア開発銀行総裁 *1915年）
- 7月27日 - 古瀬禦（山陰合同銀行頭取 *1914年）
- 8月10日 - 吉村晃一（元日石三菱精製社長 *1935年）
- 9月5日 - 近藤順茂（経済学者、東京工科大学教授（経済学専攻） *1949年）
- 9月12日 - 堀寛（元北海道銀行頭取 *1924年）
- 9月14日 - 山口信夫（旭化成名誉会長、元日本商工会議所会頭 *1924年）
- 10月3日 - 海東幸男（元日本航空電子工業社長 *1928年）
- 10月7日 - 吉田敬（ワーナーミュージック・ジャパン社長兼CEO *1962年）
- 10月12日 - 鈴木忠雄（メルシャン元社長、味の素元副社長 *1930年）
- 10月15日 - 黒野圀夫（RKB毎日放送元会長 *1921年）
- 10月18日 - 松尾昌敏（十條製紙（現日本製紙）元専務 *1923年）
- 10月18日 - 前原丸一（東京放送（現東京放送ホールディングス）元副社長 *1917年）
- 10月19日 - 森田孝雄（福岡シティ銀行（現西日本シティ銀行）元副頭取 *1929年）
- 10月26日 - 本橋浩一（日本アニメーション社長 *1930年）
- 11月1日 - 瀬戸山孝一（大蔵省（現：財務省）元印刷局長 *1919年）
- 11月1日 - 福本邦雄（近畿放送（現：京都放送）元社長 *1927年）
- 11月2日 - 山崎岳麿（荒川化学工業元常務 *1923年）
- 11月2日 - 武富敏幸（九電工元常任監査役 *1932年）
- 11月3日 - 土田健三（三興製作所（現：レイズネクスト）元社長 *1933年）
- 11月3日 - 石田栄一（高砂熱学工業会長 *1940年）
- 12月9日 - 府内泰生（シンニッタン会長 *1927年）
- 12月9日 - 松崎明（旧国鉄動力車労働組合初代青年部長→元委員長、JR東日本労働組合初代委員長 *1936年）
- 12月28日 - 野沢清志（元・日本原燃社長 *1922年）